# Champion
Pour les articles homonymes, voir Champion (homonymie).
 (juin 2018).
Si vous disposez d'ouvrages ou d'articles de référence ou si vous connaissez des sites web de qualité traitant du thème abordé ici, merci de compléter l'article en donnant les références utiles à sa vérifiabilité et en les liant à la section « Notes et références ».

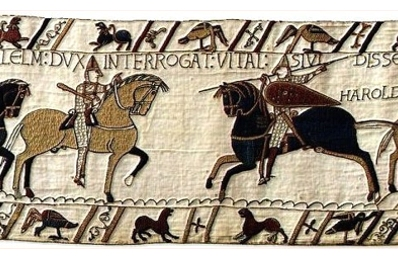
Chevaliers (détail) sur la tapisserie de Bayeux.

Le champion est à l'origine un combattant médiéval, il pouvait aussi être considéré comme le représentant d'un camp ou d'une cause, opposé à un autre camp adverse ou à la cause rivale, parfois dans un combat singulier sous l'égide d'un arbitrage supérieur qui décide de l'issue. 
Dans le champ sportif, qui continue la métaphore du combat, le champion représente soit un participant émérite à une compétition d'élite, soit un participant vainqueur d'une quelconque compétition, soit un groupe ou une équipe vainqueur d'un tournoi ou d'un challenge, d'une coupe ou d'un championnat. 

## Origine

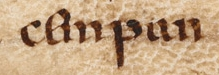
« cempan » (champion) dans le poème épique en anglo-saxon Beowulf, ligne numéro 1948.

Le mot bas-latin campio, campiōnis désigne un combattant, voire un combattant choisi pour un combat singulier, pour une épreuve difficile, ou encore pour défendre avec d'autres une famille, un parti, une cause ou un clan, voire pour une mission particulière ou périlleuse au sein d'un petit groupe d'élite. Ce mot est proche du vieux haut allemand champf ou du moyen bas allemand kamp, mots signifiant le combat, la dispute et des verbes respectifs champfan ou kempen signifiant « combattre, s'affronter ». Le mot français champion est attesté dans la Chanson de Roland avec sa variante campium en ancien français. L'allemand moderne possède le substantif masculin der Kämpfer et le verbe kämpfen. 
Notons que probablement dès l'époque mérovingienne, « campio » au sens métaphorique de « combattant (de la famille, du groupe d'appartenance) » a été choisi comme simple prénom, ce qui explique son usage comme nom de famille ou patronyme à l'époque moderne. L'influence polysémique du mot latin ou gallo-romain campus,i signifiant la plaine, l'espace ouvert à perte de vue, mais aussi la large place urbaine (initialement à Rome, première des cités), la vaste enceinte au sein d'un cirque ou d'un théâtre, et métaphoriquement le « champ libre », pourrait expliquer l'autre acception paradoxale du terme germanique représenté plus tard par champf ou kamp, celle de champ clos et délimité (Feld), de champ de bataille, de lieu d'affrontement le plus souvent délimité arbitrairement ou de façon traditionnelle. 
Historiquement, le champion pouvait représenter :
- une personne, dans l'incapacité de combattre elle-même (femme, enfant, vieillard, ou, pour d'autres raisons, un personnage que sa majesté empêche de combattre -- un roi par exemple, voire un religieux). Lorsque la personne à défendre ne dispose pas d'un champion naturel (un fils, un mari) ou prédésigné, un chevalier blanc (c'est-à-dire, en héraldique, dépourvu de ses marques propres, donc n'agissant pas pour son propre compte) peut se présenter pour en devenir le champion dans le cadre d'une ordalie ou d'un tournoi.
- une équipe limitée ou une armée entière, afin de décider de l'issue d'une bataille en limitant les victimes.

Il existe de nombreux exemples légendaires de cette pratique, d'origine religieuse, par exemple le défi de Goliath relevé par David, le combat singulier entre Pâris et Ménélas dans l'Iliade, ou le combat des Horaces et Curiaces. Il reste fréquent que ce combat censé trancher la bataille vire au simple affrontement préliminaire, comme cela apparaît dans l'exemple de l'Iliade. 
La notion de champion a aussi été collective. Il s'applique à la meilleure des équipes après un ou plusieurs affrontements. 
La mise en place de tournois ou de compétition était (et reste, dans le monde sportif) une technique pratique de désignation du champion soit par sélection préalable au sein d'une élite (autrefois dans la noblesse combattante) soit par le résultat final de la compétition. Le vice-champion est celui ou celle qui est arrivé second et qui obtient habituellement une médaille d'argent ou de participation à la finale.

## Par extension
Le sens moderne retient surtout les performances supérieures aux autres, dans le cadre d'une compétition de n'importe quelle nature, par exemple, la concurrence économique ou une joute politique. Actuellement[Quand ?], le champion s'il est choisi préalablement doit être justifié comme le plus habile au combat, le plus apte à l'effort compétitif ou à l'affrontement symbolique, ce qui implique un mode de désignation adéquat, bien difficile à vérifier.
Le terme champion est également utilisé dans un sens plus idéologique pour décrire un ardent défenseur ou un militant d'une cause définie, une personne souvent leader qui va porter un combat sur la scène politique : « Dans un sens idéologique, englobant la religion, un champion peut être un évangéliste, un défenseur visionnaire qui libère le terrain pour le triomphe de l'idée. Alternativement, le champion peut simplement présenter des arguments convaincants pour une nouvelle organisation d'entreprise à un conseil d'administration résistant. Un champion peut prendre la responsabilité de faire connaître le projet et de recueillir des fonds. Un champion dépasse un simple promoteur. ».